# Gesine Arps
Gesine Arps (Hannover, 3 novembre 1964) è un'artista tedesca naturalizzata italiana.

## Biografia
Gesine Arps frequenta la Glockseeschule, scuola che segue i principi della Summerhill School nella sua città natale. Stimolata dalla madre ad intraprendere un percorso artistico, inizia ad esporre giovanissima in diverse collettive e nel 1985 ad Hannover tiene la sua prima personale. A vent'anni si trasferisce ad Urbino dove termina gli studi artistici alla Sezione Ceramica dell'Accademia Raffaello con il professor Paolo Sgarzini. Nel 1990 inizia la sua collaborazione come designer presso lo studio dello stilista Piero Guidi, per il quale progetterà il disegno Magic Circus ancora oggi in produzione.
Durante il soggiorno italiano si susseguono a ritmo incalzante le occasioni espositive all'estero e gli appuntamenti artistici italiani. Dal 1994 amplia la sua ricerca artistica, non si dedica più solamente alla pittura, ma inizia a sperimentare differenti mezzi e forme espressive, intervenendo anche con performance ed installazioni con i materiali più inconsueti.
Viene spesso chiamata a partecipare ad eventi culturali e mostre di carattere internazionale, come Spazi ritrovati, un progetto artistico internazionale incentrato nella riqualificazione dei giardini pubblici, per il quale nel 1996 esegue una scultura che viene collocata permanentemente a Trasanni. Nel 1998 progetta il mosaico Pellegrinaggio verso il 2000, realizzato nella stazione metropolitana Numidio Quadrato di Roma nell'ambito del progetto artistico internazionale Arte Metro Roma teso alla riqualificazione dell'area.
Nel 1999 partecipa alla XXVI del Premio Sulmona, curata da Giorgio Di Genova; espone anche nell'edizione del 2000, in cui riceve la Targa d'Argento, e del 2001. Partecipa nel 2002 alla Rassegna internazionale d'arte G. B. Salvi nel 2002; alla medesima esposizione, questa volta curata da Mauro Corradini, espone anche nel 2004.
Continuano anche i rapporti con la Germania dove viene invitata sempre più spesso ad esporre in musei ed enti pubblici come il Museo di Duingen nel 2003 e Tribunale di Colonia nel 2004  in occasione di Strömungen, collettiva di pittrici organizzata dalla Fédération Internationale Culturelle Féminine.

## Stile e opere
L'arte di Gesine Arps si esprime nella pittura, nella poesia, nella scultura e nelle installazioni. Nelle sue opere si ritrova spesso l'utilizzo dell'oro e dell'argento, sua caratteristica è il lavorare per strati.
Dede Auregli, responsabile di Spazio Aperto del Museo d'arte moderna di Bologna, descrive le sue opere come una festa cromatica in cui vengono rappresentate piccole favole di sottile e simpatica ironia. Una poetica dal linguaggio apparentemente semplice, animata da figure legate alla fantasia o alla memoria che la critica collega allo stile di Marc Chagall.
Le sue opere sono spesso create e pensate per essere fruite attivamente dal pubblico. Rappresentativa in questo senso è La colomba della pace una scultura interattiva di oltre tre metri di lunghezza e due metri d'altezza realizzata come messaggio universale di pace. Rivestita di brandelli di stoffa usati è un contenitore itinerante i ricordi e immagini che nasconde al suo interno aperture e cassetti segreti. La scultura è stata inaugurata nel 2009 sulla piazza della Basilica superiore di Assisi, poi ha viaggiato tra Germania (Kulturzentrum Englische Kirche di Bad Homburg, 2010), Paesi Bassi (Duomo di Utrecht, 2010), Francia (Pont Neuf a Parigi, 2011) e nel 2015 è stata al Caffè Pedrocchi di Padova.
La scultura Pesce di fiori è stata scelta come simbolo e brand identificativo del progetto Bagno senza confini di Paolo Paci e del Gruppo Quid in occasione del Salone Internazionale del Mobile del 1997. La scultura successivamente è stata esposta agli Ex Magazzini Ferroviari a Bologna, al Centro Arti Visive Pescheria di Pesaro, alle Ex Acciaierie Riva Calzoni di Milano, alla Fiera di Francoforte. Alla scultura è stata anche dedicata la copertina del numero di ottobre 2000 di Modo rivista internazionale di cultura del progetto.
Le sue opere fanno parte di numerose collezioni pubbliche e private come il quadro Gli sposi acquistato nel 2010 dal Comune di Bad Homburg vor der Höhe e collocato nella sala per le celebrazioni del matrimonio civile.
Il quadro È bello stare sul prato d'estate dal 2013 fa parte della Collezione Permanente di Arte Contemporanea di Palazzo Gasparini a Mercatello sul Metauro.

## Galleria d'immagini

Gesine Arps, "Madre e figlio in viaggio" - 2015